# Gösta Richter
Karl Gösta Erland Richter, född  17 augusti 1897 i Hedvig Eleonora församling i Stockholm, död 6 mars 1973 i Oskarshamn, var en svensk skådespelare. Under en tid arbetade han även för Radio Königsberg, den radiostation som svarade för Nazitysklands radiosändningar riktade mot Sverige under andra världskriget.
Richter är begravd på Västra begravningsplatsen i Oskarshamn.

## Filmografi
- 1925 – Ingmarsarvet
- 1925 – Två konungar
- 1939 – Panik
- 1942 – G.P.U.

## Teater

### Roller (ej komplett)
| År   | Roll               | Produktion                        | Regi             | Teater            |
| ---- | ------------------ | --------------------------------- | ---------------- | ----------------- |
| 1945 | Vicomte de Valvert | Cyrano de Bergerac Edmond Rostand | Sandro Malmquist | Malmö Stadsteater |